# Green Valley (Wisconsin)
Green Valley – jednostka osadnicza w Stanach Zjednoczonych, w stanie Wisconsin, w hrabstwie Shawano.